# 규중칠우쟁론기
규중칠우쟁론기(閨中七友爭論記)는 조선시대의 작자·연대 미상의 구소설이다. 〈망로각수기(忘老却愁記)〉에 전한다.
규중부인들이 바느질하는 기구로 없어서는 안될 일곱가지, 즉 바늘·자·가위·인두·다리미·실·골무를 등장시켜 인간사회의 능란한 처세술과 쟁공 행위를 풍자하여 쓴 글이다. 신변의 자질구레한 물건들을 문학적으로 승화시킨 점이 흥미롭다고 평가된다.